# 双阳区
双阳区是吉林省长春市下辖的一个市辖区。位于长春市区东南。原为双阳县。因双阳河而得名。双阳（转写：suwan），源自满语，旧称苏完、苏万或刷烟，是明代女真苏完部之地，为瓜尔佳氏最主要发源地之一。

## 行政区划
双阳区下辖4个街道办事处、3个镇、1个民族乡：
云山街道、平湖街道、奢岭街道、山河街道、鹿乡镇、太平镇、齐家镇和双营子回族乡。

## 人口
根据第七次人口普查数据，截至2020年11月1日零时，双阳区常住人口335723人。

## 自然
最高点为东南的老道洞山，海拔711米。
双阳油田：1988年3月，在奢岭乡五星村高台子屯钻出第一口油井，日产120吨原油。现为吉林油田长春采油厂。
双阳南部半山区石灰石工业储量3.1亿吨。为此建设了双阳水泥厂。

## 历史
明朝晚期，统领着今双阳地区的苏完部首领索尔果带领部族归顺建州女真首领努尔哈赤。随后，今双阳地区归后金国管辖。这一时期，今双阳地区的诸多人物皆对清廷有所贡献。索尔果之次子费英东即为后金开国五大臣；索尔果之孙鳌拜亦为康熙朝四大辅臣之一：清末重臣胜保亦出自苏完瓜尔佳氏。 
清朝建立后，今双阳地区隶属于奉天府，后于顺治十年（1653年）改属宁古塔将军所辖。康熙十二年（1673年），新建的柳条边在今双阳北侧过境，沿边设有邢家台、小河台、马头台、后台、饮马河台等军事要塞。康熙十五年（1677年），今双阳地区改属吉林将军下辖之吉林府。康熙二十年（1681年）前后，始修由京师经盛京到吉林乌拉的驿路。双阳是吉林至盛京的第三站，以苏万河（出万河）定名为苏瓦延站。乾隆十二年（1747年）属吉林厅。至光绪八年（1882年）为吉林府永吉州辖。
光绪八年（1882年），鉴于苏瓦延所处的地理位置，距府治较远，不利行政管理等因素。吉林府在苏瓦延站地方添设分防巡检，管理民务（汉族事务）。旗人的民事仍由吉林将军管理。至光绪三十三年（1907年）结束旗、汉民二重管理体制，民事统由分防巡检管理。宣统二年（1910年）3月9日，吉林巡抚陈昭常奏请清廷：“查吉林府所治之地，周围几及一千八九百里。虽于东北已设舒兰县，而西路由省至伊通，尚二百八十里。该处系往来驿道，屯镇相望，向为繁庶之区。吉林府远居省垣，抚驭终嫌隔阂，应分岔路河以西之地，南抵磐石、北抵长春、西抵伊通各府州县旧界，于双阳河地方设立一县，即名双阳县”，县名即苏瓦延的转音。属吉林西南通道。1910年4月16日清廷钦批设县。县衙暂设在苏瓦延站所内。1910年5月22日委派候补知县文信为第一任知县。1910年9月11日由吉林民政司饬委员邓毓将县界勘清立案。其范围是：东北饮马河为界；北与长春厅交界；正西以柳条边为界，南以肚带河南王宝脖子岭为界，西南以小黑顶子、三道沟诸山为界。据民国四年吴荣贵著《双阳乡土志》记载，当时双阳“南北长约一百四十里，东西宽约九十四五里，共面积一万三千一百七十余方里有奇。”其县域大体和撤县设区前相同。1912年，辛亥革命后，改知县为县知事。下分五个警区，每区巡警50名。一区县城，二区长岭子，三区土顶子，四区刘家店，五区新安堡，一个警区即一个保，下设甲。1914年至1929年属吉长道。民国十八年（1929年），县公署改称县政府，知事改称县长。1941年双阳和伊通两县合并，各取尾字称通阳县。伪县公署驻伊通街。同时将保甲改为区村制。
1945年9月3日光复。民主政府复双阳县治。1945年10月改称阳春县。1946年2月，经中共吉辽省委批准，恢复原县域，县名改称阳春县。1946年5月，伊通、双阳两县分治，恢复原双阳县名。下设城关、烧锅、土顶、石溪、刘家、新安、齐家、长岭、四家等九个区；2镇（双阳、新安）7个乡110余保。 
1946年5月，国民党吉林省政府将双阳划分为1镇18乡。即双阳镇、新安、长岭、齐家、土顶、烧锅街、石溪河子、四家子、刘家店乡。1947年，新安乡改为镇。
1947年7月，中共占领双阳后，将乡改为区。为适应当时第二次国共内战形势需要，在县南部的肚带河、一面山、烧锅区的羊圈顶子、五家子及现磐石县所属的筒子沟、长崴子、白水泉子等地，组建肚带河区，同时将劝农山、奢岭区划回双阳。此间全县共12个区：城关、长岭、烧锅、土顶、石溪、刘家、齐家、新安、肚带河、劝农山、奢岭、四家子。
1948年7月5日，经中共吉林省委批准，将原属长春市的净月区划归双阳，至1948年10月，中共占领长春。11月奢岭、劝农、净月区划归长春市。同时撤销肚带河区。此间双阳县为9个区，即城关、烧锅、土顶、石溪、刘家、新安、齐家、长岭、四家子，下辖138个村。
1950年8月，奢岭、劝农两区划回双阳县。此时县辖11个行政区：一区城关、二区烧锅街、三区土顶子、四区石溪河子、五区刘家店、六区奢岭口子、七区齐家店、八区新安堡、九区劝农山、十区四家子、十一区长岭子。
1952年10月末，奢岭、劝农两区划入长春市。全县仍9个区，114村。
1955年5月，奢岭、劝农两区再次划归双阳县。全县仍为11个区。12月8日，区政府改称区公所。
1956年3月，双阳隶属公主岭专区，废区设乡，全县划为1镇（双阳镇）50个乡。保留土顶子、烧锅街、劝农山3个区公所。
1958年3月，双阳将50个小乡合并为19个大乡：大营子（回族乡）、万宝、太平川、土顶、黑顶子、长山、石溪河子、刘家店、前城子、奢岭口子、齐家屯、二道湾子、新安堡、四家子、劝农山、泉眼沟、长岭子、烧锅街、佟家。撤销土顶、劝农、烧锅区。同年9月，撤销公主岭专区，双阳属长春市辖。同时废乡制，全县成立10个人民公社：双阳镇、新安、劝农、刘家、奢岭、石溪、太平、土顶、烧锅、长岭公社，下辖84个管理区。
1961年2月，增设双阳河、齐家、四家子、泉眼、佟家5个公社。此间，全县辖15个公社、同时将管理区改为大队，自然屯称小队，全县共142个大队。
1966年双阳划归德惠专区。1969年2月撤销德惠地区，双阳仍归长春市辖。
1980年双阳镇公社改称双阳镇人民政府。1983年12月，人民公社改称乡。
1984年5月10日，为贯彻和落实民族政策，经省民政厅批准成立双营子回族乡。原鹿乡乡的大营子村、鲁家村、庞家村、双阳河乡的尹家村，奢岭乡的双胜村、前城村的西小营子及东崔家庙屯划归双营乡管辖。因境内有大营子和小营子两个回族聚居点，故命名双营子回族乡。1984年11月，经省民政厅批复，新安、鹿乡、山河（烧锅）、太平乡为镇。至此县辖5镇、11乡、163个村、1534个村民小组。
1993年3月，奢岭、土顶、劝农山等三个乡撤乡设镇。全县辖8个镇、8个乡。即双阳镇、奢岭镇、新安镇、劝农镇、山河镇、太平镇、土顶镇、鹿乡镇，双阳河乡、石溪乡、泉眼乡、四家子乡、长岭乡、齐家乡、佟家乡、双营子回族乡。